# 勒梅尼勒阿梅
勒梅尼勒阿梅（法語：Le Mesnil-Amey，法語發音：[lə mɛnil amɛ]）是法国芒什省的一个市镇，属于圣洛区。

## 地理
勒梅尼勒阿梅（49°6'14"N, 1°12'42"W）面积2.81 平方千米，位于法国诺曼底大区芒什省，该省份为法国西北部沿海省份，西、北、东北三面环大西洋，东起顺时针与卡爾瓦多斯省、奧恩省、马耶讷省和伊勒-维莱讷省接壤。
与勒梅尼勒阿梅接壤的市镇（或旧市镇、城区）包括：泰尔瓦勒、马里尼勒洛宗、基布。

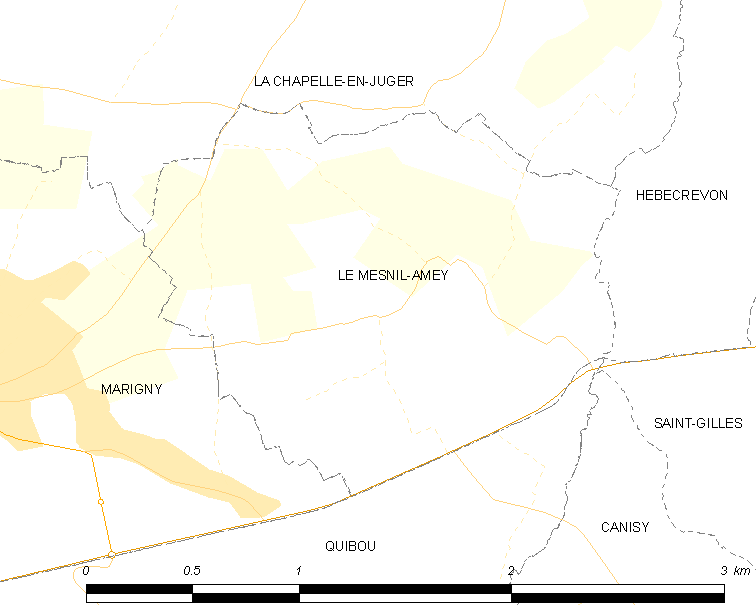
勒梅尼勒阿梅的OSM定位图

勒梅尼勒阿梅的时区为UTC+01:00、UTC+02:00（夏令时）。

## 行政
勒梅尼勒阿梅的邮政编码为50570，INSEE市镇编码为50302。

## 政治
勒梅尼勒阿梅所属的省级选区为圣洛第一县。

## 人口

1962-2008年间勒梅尼勒阿梅人口变化图示

勒梅尼勒阿梅于2022年1月1日时的人口数量为287人。